# Neuromedytacja
Neuromedytacja to zastosowanie zasad działania mózgu w praktykach medytacyjnych. W oparciu o sposób, w jaki kierowana jest uwaga, w oparciu o naszą intencję podczas praktyki i w oparciu o sposób, w jaki wpływa ona na mózg, wszystkie medytacje ogólnie należą do jednej (lub więcej) z 4 kategorii: koncentracji, uważności, spokojnego umysłu, otwartego serca. Neuromedytacja zapewnia nauczycielom, trenerom i klinicystom możliwość dopasowania stylu medytacji do osoby, który skuteczniej pomoże jej w poprawie funkcjonowania:
– Medytacja skupienia: dobrowolna kontrola uwagi i procesów poznawczych. Ten styl może być najlepszy dla osób, które chcą poprawić swoje skupienie i koncentrację oraz zmniejszyć błądzenie umysłu.
– Medytacja uważności (mindfulness): niezaangażowana, nieoceniająca świadomość trwającego doświadczenia. Ten styl, może pomagać w odpuszczaniu kontroli i ograniczać wewnętrzną surową ocenę.
– Medytacja spokojnego umysłu: automatyczne przekraczanie procedur praktyki medytacyjnej, które prowadzi do otwartej świadomości. Ta praktyka pomaga zminimalizować wewnętrzny dialog i uczy osiągnąć stan spokojnej świadomości.
– Medytacja otwartego serca: aktywacja pozytywnych stanów emocjonalnych (np. miłości, współczucia, spokoju) wraz z nieograniczoną gotowością pomocy wszystkim żywym istotom. Medytacje w tej kategorii są idealne do zwiększenia empatii, szczodrości i przyjmowania różnych perspektyw.